# Parrots de Nevers
Uniformes
Les Parrots de Nevers sont un club français de baseball et softball fondé en 2002 à Nevers dans la Nièvre. Les Parrots évoluent en championnat régional de Bourgogne et en Championnat de France de Nationale 2.
Le club compte 70 licenciés en 2011 et dispose d'un salarié à temps plein.

## Histoire
Le Baseball Softball Club de Nevers est fondé le 11 janvier 2002.
Affilié à la Fédération française de baseball et softball en 2003, le club engage ses premières équipes en Championnat régional en 2004. Le premier titre est remporté par la section cadet en 2005.
Les Parrots créent l'Open de Nevers en 2006, un tournoi amateur de baseball senior.
En 2009, Nevers remporte son premier titre de champion régional senior et minime. En 2010, le club se qualifie pour la deuxième fois en Nationale 2 (D3) où il ne passe pas le stade des poules.
En 2011, le club compte un salarié à temps plein et 70 licenciés.

## Palmarès
Voici les titres remportés par les Parrots:
- Champion de Bourgogne senior : 2009, 2010.
- Champion de Bourgogne cadet : 2005.
- Champion de Bourgogne minime : 2009, 2011
- 2 participations à la Nationale 2 (D3) : phase de poules en 2008 et 2010.

## Équipe senior
- Manager : Julien Freslon
- Entraîneurs : Nathanaël Bernardht, Nicolas Cavacas.
- Effectif : Renaud Barre, Nathanaël Bernardht, Nicolas Cavacas, Romain Chartier, Guillaume Daguin, Antoine Delachaume, Julien Freslon, Joeffrey Jamault, Valentin Lefranc, Robin Marchal Vallet, Samir Moutee, Guillaume Remoissonnet, Florian Robert, Dimitri Rollin, Hervé Rossi, Rémy Zonghero, Benoit Pitche, Zahran Bouti, Laurent Cavacas, Benjamin Lefranc.